# Montezuma (Nowy Jork)
Montezuma – miasto w Stanach Zjednoczonych, w stanie Nowy Jork, w hrabstwie Cayuga.